# Gina Janssen
Gina Janssen (født 5. januar 1953) er en dansk-tysk skuespiller, porno- og nøgenmodel.
Hun begyndte sin karriere som nøgenmodel i tyske pornoblade omkring 1972, før hun startede i filmbranchen og flyttede siden til Danmark hvor hun medvirkede i hardcore-prægede film og havde centrale roller i I løvens tegn og Agent 69 Jensen i Skorpionens tegn og Agent 69 Jensen i Skyttens tegn. I 1980'erne havde hun en central rolle i skrækfilmen Sadomania, af Jess Franco, samt i pornofilmen Nympho maniacs. Hennes sidste filmrolle var i Funny boys und funny girls. I årene 1972-82 indspillede hun i alt omkring 17 film samt et ukendt antal mindre roller og mindre film.

## Filmografi
- 1984 Funny boys und funny girls (montage fra flere tidligere film)
- 1981 Sadomania .... Loba Mendoza
- 1981 Love for Sale
- 1981 Candy Girls (OKS In Heiser Mission) .... gæst i restaurant
- 1980 Heißes Pflaster Ibiza .... Agent X07
- 1980 Drei Schwedinnen auf der Reeperbahn .... Inga
- 1979 Sünde Sex Und Scharfe Katzen .... Tina
- 1979 Sunnyboy und Sugarbaby (også kjent som She's 19 and Ready) .... Britta
- 1979 Stosszeit (8 mm Tabo Film) .... Maggie
- 1978 Studentinnen-Report (OKS 5 Girls Heiss Wie Lava, Nympho maniacs 1980) .... Nancy
- 1978 Verführung Am Meer (14 min)
- 1978 Das Wirtshaus der sündigen Töchter .... Lilli en Christl
- 1978 Agent 69 Jensen – I skyttens tegn .... Matty Hari
- 1978 Heisse Nachte auf Schloss Dracula .... Eva
- 1977 Tänzerinnen für Tanger .... Helga
- 1977 Agent 69 Jensen – I skorpionens tegn .... Matty Hari
- 1977 Die Mädchen des Herrn S .... Gina
- 1977 Eine geile Nacktmusik (22 min) .... Madame Gina
- 1977 First Film 603: Blondy's Lips
- 1977 First Film 610: Blondy's Cunt'
- 1977 Jill ein feuchtfrühliches Mädchen (OKS A Baroness and Her Servant 1979) .... Angie
- 1976 I løvens tegn .... Yrsa
- 1976 Die Sexmafia (Ribu)
- 1976 Drei Bayern in Bangkok .... Emma
- 1976 Ein guter Hahn wird selten fett aka Fuck around the Clock .... "The Lady"
- 1976 Muskelkraft und Mösensaft (Tabu Love, 15 min)
- 1976 Das vögelnde Klassenzimmer (20 min) OKS Schulmädchen Porno
- 1976 Schulmädchen-Report 10: Irgendwann fängt jede an .... Iris
- 1976 Turbulentes filles volages .... Celia
- 1976 Exaspération sexuelle .... Lisbeth
- 1975 Schulmädchen-Report 9: Reifeprüfung vor dem Abitur .... Petra Klassmann
- 1975 Les Covergirls De L'agence Amour (Aka Breakfast Sex)
- 1975 Piss World 1. Teil (8 mm Professional Film)
- 1975 Rollstuhl-Opa und seine spritzige Familie (15 min)
- 1975 Die Meisterreiter (Tabu Love, 14 min)